# Megan Lukan
Megan Lukan (14 de fevereiro de 1992) é uma ruguebolista de sevens canadense, medalhista olímpica.

## Carreira
Megan Lukan integrou o elenco da Seleção Canadense Feminina de Rugby Sevens medalha de bronze na Rio 2016.